# Karl Alexander Adelaar
Ne doit pas être confondu avec le navire Adelaar.
Karl Alexander « Sander » Adelaar, né le 11 février 1953 à La Haye, est un linguiste néerlandais. Il s'intéresse principalement aux langues austronésiennes de Bornéo, de Madagascar et de Taïwan, ainsi qu'aux langues malaïques. Il effectue également des recherches sur les traditions orales et littéraires de l'Indonésie.
Adelaar travaille à l'université de Melbourne. Il est rédacteur en chef de Pacific Linguistics.
Il est diplômé d'études indonésiennes à l'université de Leyde. En 1977, il soutient son mémoire de maîtrise et obtient en 1985 un doctorat en linguistique austronésienne,.